# Nemzeti Párt (Magyarország)
A Nemzeti Párt (1878-tól 1891-ig előbb Egyesült Ellenzék, majd Mérsékelt Ellenzék) egy politikai párt volt Magyarországon a dualizmus idején. Nevét onnan kapta, hogy a 48-as alapokon álló Függetlenségi Párttal szemben a 67-es közjogi alapokon álló, tehát a korban mérsékeltnek számító ellenzéki csoportosulás volt. 1891-ben Apponyi Albert javaslatára vette fel a Nemzeti Párt nevet.

## Története
1878 tavaszán alakult részint azokból a képviselőkből, akik már a Deák-párt és a Balközép fúziójakor a Deák-pártból kiváltak és Sennyey Pál báró vezetése alatt külön pártot alapítottak Jobboldali Ellenzék elnevezéssel, részint pedig azokból a képviselőkből, akik később, Bosznia-Hercegovina megszállása miatt (1878) illetve az Ausztriával tízévente kötelezően megújítandó gazdasági kiegyezés Magyarország számára kedvezőtlenebb megújítása miatt váltak ki a Szabadelvű Pártból és Független Szabadelvű Párt néven a kormánnyal szemben ellenzéki álláspontra helyezkedtek. Vezérei Apponyi Albert gróf és Szilágyi Dezső lettek.
Programjának főbb pontjai: Ausztriához való viszonyunkban az 1867-es kiegyezés által a nemzet részére biztosított jogok sértetlen fenntartása, a pénzügyi bajok orvoslása és a közigazgatás korszerű reformja voltak. 1890-ben, a kabinet újjáalakításakor Szilágyi Dezső igazságügyminiszterré nevezték ki, az Egyesült Ellenzék pedig kizárólag Apponyi Albert gróf vezérlete alatt működött. 1891 végén az országgyűlés feloszlatását megelőzőleg fejtette ki Apponyi Albert gróf a képviselőházban azt a programot, amelynek alapján a közjogi alapon álló egyesült ellenzék felvette a Nemzeti Párt nevet. Ezt a magyar nemzethez intézett Szózatban proklamálta, melynek sarkelvei: nemzeti politika az 1867-es kiegyezés alapján; a közös hadsereg kiegészítő részét tevő magyar hadseregben magyar katonai nevelés által a magyar szellem és hazafiúi érzés ébren tartása; erős magyar államhatalom szervezése egyfelől, erőteljes nemzeti élet másfelől; a törvényhozás és a választási törvény, az igazságszolgáltatás és a közigazgatás reformja, a szabadság és nemzeti erő biztosítékaival; nemzeti szellemben vezetett közoktatás; az ország önálló közgazdasági egyénítése az 1867-es törvény valódi szellemében. A Nemzeti Pártnak két napilapja volt: a Nemzeti Újság és a Budapester Tagblatt.

### Megszűnés, majd újjáalakulás
A párt 1900 februárjában Széll Kálmán és Apponyi megegyezéséből kifolyólag egyesült a Szabadelvű Párttal. A korban sok vitát kiváltó és hosszasan elnyújtott véderőreform körüli feszültségek hatására Apponyi 1903. november 24-én kilépett a Szabadelvű Pártból és korábbi párttársaival újjáalapította a Nemzeti Pártot, mely 1905 januárjában a Szabadelvű Párttal szemben felállított ellenzéki szövetség születésekor beolvadt a Függetlenségi és Negyvennyolcas Pártba. Később újjá már nem alakult.